# Giovanni della Noce
Giovanni della Noce, o Nuciensis (nelle fonti: Iohanni dela Nuce) (Crema, ... – Cremona, 24 settembre 1452), è stato un condottiero italiano, di origini cremasche.
Sul suo conto possediamo solamente notizie frammentarie, la più antica delle quali data al 1443.

## Biografia
Nell'autunno del 1443 Filippo Maria Visconti, in aiuto al genero Francesco Sforza contro Alfonso V, si alleò con le repubbliche di Venezia e Genova. Ne seguì uno scambio di ambasciate, che coinvolse anche Giovanni della Noce, inviato insieme a Matteo Malferito dal Visconti per cercare d'indurlo a cambiare idea e a riprendere l'offensiva contro il genero, ma non si giunse ad accordo alcuno. Giovanni della Noce aveva il titolo di conte di Rende e, nel 1445, si trovava nei suoi possedimenti calabresi, aiutando il sovrano aragonese a controllare la riottosa nobiltà del luogo. Quando re Alfonso decise di attaccarlo, mandandogli contro un migliaio di uomini sotto il comando di Francesco Siscar, il della Noce non cercò di opporsi ed anzi invocò il perdono reale, che gli venne concesso grazie anche ai buoni uffici dell'oratore milanese Francesco Barbavara.
In seguito fu prefetto a Lugano, città che avendo aderito alla Repubblica ambrosiana era stata attaccata dai partigiani degli Sforza i quali, nel 1449, riuscirono a portarla dalla loro parte. Della Noce, con i resti dell'esercito ambrosiano, trovò rifugio a Como e vi venne nominato commissario. Nella città lariana tentò di ripristinare l'ordine e riuscì a respingere un attacco degli sforzeschi, che avevano preso il castello di Tavernerio. Si preparò poi a supportare Bartolomeo Colleoni, difensore di Milano, per respingere l'assedio dei nemici. Nel settembre 1450 ricevette una lettera dallo Sforza, che gli chiedeva di decidere in merito alle richieste di denaro avanzate da Pietro da Luna. Tuttavia, quando fu chiaro che la capitale sarebbe caduta nelle mani di Francesco Sforza, preferì mettersi al servizio dei veneziani. Dovette però ben presto tornare sui suoi passi, perché quando, nel 1452, la repubblica di San Marco capeggiava lo schieramento antisforzesco, il condottiero cremasco militava al servizio del duca.
Il 13 maggio di quell'anno fu ripreso dal duca per aver indagato sulla possessione di Celonia del monastero di Sant'Ambrogio in Milano. Venne poi inviato a Melzo e, quindi, in Lomellina, a fronteggiare le incursioni di Guglielmo VIII del Monferrato. Costui riparò nell'alessandrino, inseguito dal della Noce, fino all'assedio di Cassine. Qui, il condottiero entrò in trattative con il nemico, che sfruttando i di lui passati sentimenti antisforzeschi sembrò poterlo portare dalla propria parte. Non è noto se il tradimento si concretizzò effettivamente, tuttavia Corrado da Fogliano, venuto a conoscenza dei tentennamenti di della Noce davanti agli assedianti, preferì rimuoverlo, arrestarlo ed affidare il comando delle forze a Pietro da Pusterla. Imprigionato in Alessandria, Giovanni della Noce fu quindi tradotto a Cremona, città dove morì il 24 settembre 1452, impiccato al termine di un processo probabilmente sommario.